# Enrique Rodolfo Alonso
Enrique Rodolfo Alonso fue un médico argentino, nacido en Tucumán en 1924. Falleció en Tucumán el 21 de enero de 1996.

## Biografía
En 1948, se doctoró en la Universidad Nacional de Buenos Aires y posteriormente se trasladó a San Miguel de Tucumán para trabajar como ad honorem en el Hospital Padilla, donde fue jefe de sala de Clínica Médica.
Empezó la carrera docente en la facultad de Medicina de la UNT, como catedrático agregado de Anatomía Patológica. Donde luego fue profesor de Semiología en 1961 hasta el final de su vida.
Fue miembro de la comisión asesora de la Fundación Miguel Lillo y miembro correspondiente de la Academia Nacional de Medicina.
- Datos: Q5833754